# Ваджрапани
Ваджрапани (от санскрит: ваджра – гръмотевица или диамант, и пани буквално „в ръка“, на тибетски Чана Дордже) е един от основните бодхисатви в Махаяна. В будистката иконография наред с Авалокитешвара и Манджушри често е изобразяван в близкото обкръжение на историческия Буда Шакямуни. В Махаяна бодхисатва Ваджрапани е почитан като един от 8-те сърдечни синове на Буда Шакямуни, като е изобразен спокоен на вид. Във Ваджраяна Ваджрапани обикновено е изобразяван в гневна или по-скоро защитна форма, позната като Гухяпати – „Господарят на Тайните“. Исторически той е основният получател, държател и защитник на всички тантрически текстове и учения, получени от Буда Шакямуни (изобразен като Ваджрадхара). В ученията Ваджрапани символизира силата на всички буди на десетте посоки и трите времена или просветлената им активност. Бодхисатва Манджушри изразява мъдростта на Буда, а Авалокитешвара – отвъдличностното съчувствие на Буда. В тантрическата практика Ваджрапани е често е просветлен покровител с многобройни форми, откривани във всичките четири класа тантри, почитан във всички традиции на Тибетския будизъм, нови и стари. 
В ранните елинистични изображения на Ваджрапани от периода на гръко-будизма очевиден негов прототип е героят Херакъл. По-късните образи напр. тханките, изразяващи символично качествата му, го показват най-често син на цвят с Ваджра скиптър в дясната ръка и ако е в защитната си форма Гухяпати, това е показано с могъщото му телосложение, специалната разкрачена поза на силата, корона от черепи и око на мъдростта в средата на челото. В този случай може да държи и ласо, с което улавя негативни енергии и пречки по пътя.
Според „Панкавимсатисахасрика“ и „Астасахасрика Праджняпарамита“ всеки бодхисатва по пътя към просветлението може да получи защитата на Ваджрапани и това го прави недостижим за атаки „както от хора така, и от духове“. 

## Галерия
- Ваджрапани (вдясно) като Херакъл, защитаващ Буда, 2 век, Гандхара, Британски музей.
- Рисунка на Ваджрапани върху коприна, 9 век, Китай